# Bill Bray
Pour les articles homonymes, voir William Bray et Bray.
William Paul Bray (né le 5 juin 1983 à Virginia Beach, Virginie, États-Unis) est un lanceur de relève gaucher qui joue dans les Ligues majeures de baseball de 2006 à 2012 pour les Nationals de Washington et les Reds de Cincinnati.

## Carrière
Bill Bray est un choix de première ronde (13e joueur sélectionné au total) des Expos de Montréal en 2004. Il est le dernier choix de première ronde de l'histoire des Expos et demeure dans l'organisation lors du déménagement de la franchise vers Washington. Il fait ses débuts dans les majeures pour les Nationals de Washington le 3 juin 2006, deux jours avant son 23e anniversaire de naissance. Bray lance 19 parties en relève pour les Nationals, remportant sa première victoire dans les grandes ligues à sa toute première sortie, le 3 juin face aux Brewers de Milwaukee. Il montre une fiche de 1-1 avec une moyenne de points mérités de 3,91 lorsqu'il est impliqué dans une transaction à huit joueurs entre les Nationals et les Reds de Cincinnati, le 13 juillet. Bray complète sa saison recrue avec les Reds et présente un dossier de 3-2 en 2006, avec une moyenne de points mérités de 4,09 en 48 sorties et 50 manches et deux tiers lancées.
En 2007, il n'est employé que dans 19 matchs par les Reds, totalisant 14,1 manches lancées. Sa moyenne de points mérités et très élevée (6,28). Malgré le peu d'apparitions qu'il compte au monticule, il est impliqué dans six décisions, montrant un dossier de trois victoires et trois défaites.
Ses statistiques s'améliorent grandement lors de la saison 2008, alors que les Reds font appel à lui à 63 reprises, pour une utilisation totale de 47 manches. Le releveur gaucher brille avec une moyenne de points mérités d'à peine 2,87 et 54 retraits sur des prises. Il gagne deux parties et est crédité de deux revers.
Une opération de type Tommy John pour soigner son coude gauche garde Bray sur la touche en 2009. Il passe sous le bistouri le 19 mai 2009 et sa convalescence dure jusqu'en 2010.
En 2010, il joue d'abord pour deux clubs des ligues mineures affiliés aux Reds, les Hillcats de Lynchburg et les Bats de Louisville, afin de reprendre la forme. Il est rappelé dans les majeures le 27 juin et il revient au jeu pour Cincinnati le lendemain dans une victoire des Reds sur Philadelphie. Il lance 35 parties et 28 manches et un tiers en 2010 mais c'est en 2011 qu'il retrouve véritablement la forme alors qu'il maintient sa moyenne de points mérités à un excellent 2,98 en 48 manches et un tiers pour Cincinnati. Envoyé au monticule pour 79 parties des Reds, il remporte 5 victoires contre 3 défaites. Il joue seulement 12 matchs en 2012 pour les Reds.
Des blessures à l'épaule gauche incitent Bray à prendre sa retraite au printemps 2014, après avoir été limité en 2013 à 4 matchs de ligues mineures avec un club-école des Nationals, qui l'avaient remis sous contrat.